# (3782) Celle
(3782) Celle es un asteroide perteneciente al cinturón de asteroides, descubierto el 3 de octubre de 1986 por Poul Jensen desde el Observatorio Brorfelde, Holbæk, Dinamarca.

## Designación y nombre
Designado provisionalmente como 1986 TE. Fue nombrado Celle en homenaje a Celle ciudad alemana.